# Mariä Himmelfahrt (Sallern)

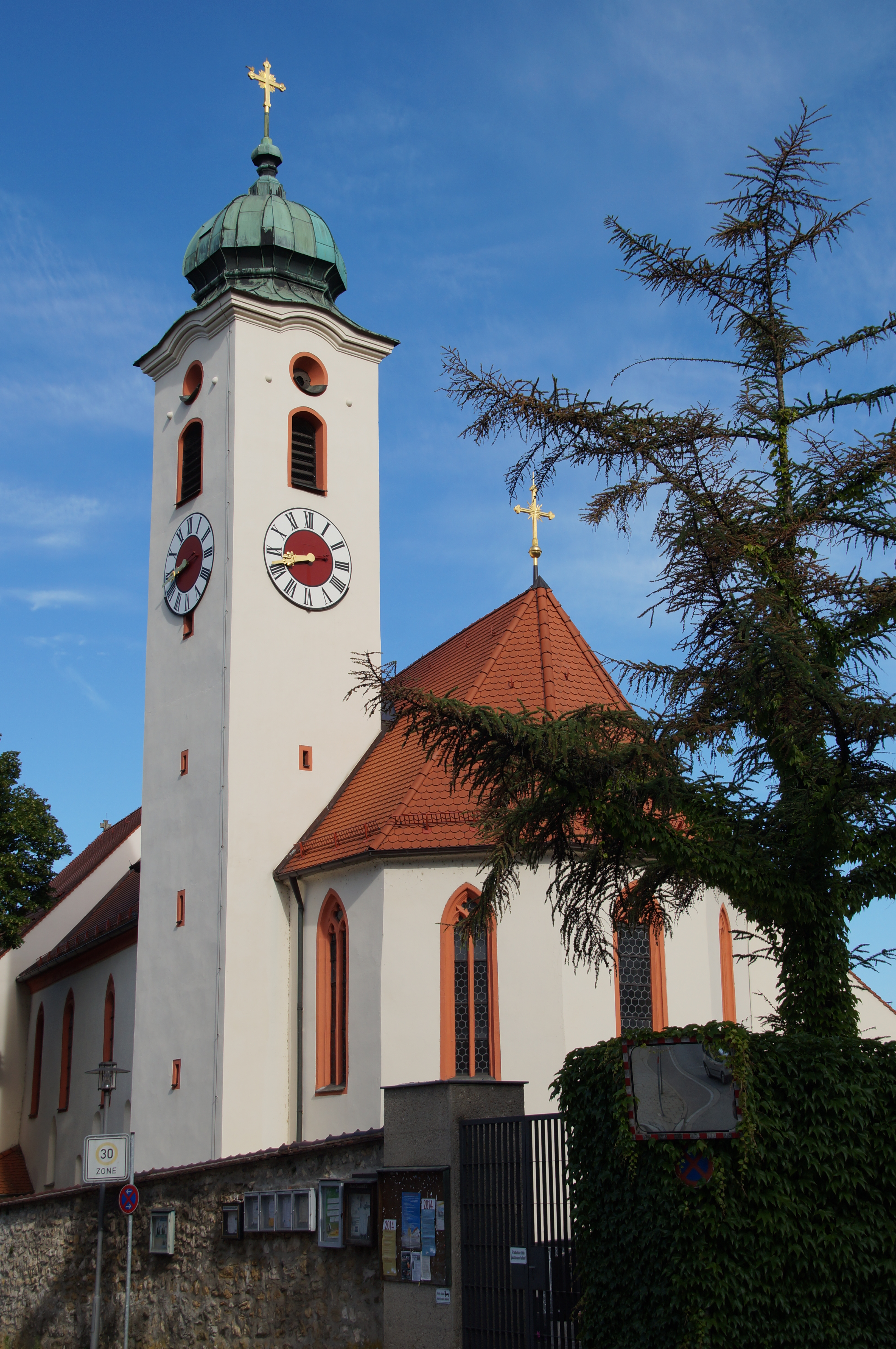
Katholische Pfarrkirche Maria Himmelfahrt

Die katholische Pfarrkirche Mariä Himmelfahrt steht in der Sallerergasse 4 im Stadtteil Sallern von Regensburg.

## Geschichte
1161 wurde die Pfarrei Sallern erstmals erwähnt. 1228 kam die damals verwaiste Pfarrei an das Regensburger Domkapitel. Im 13. Jahrhundert umfasste die Pfarrei Sallern die Dörfer Gallingkofen, Wutzlhofen, Haslbach, Reinhausen, Weichs, Kareth, Rehtal und Winzer. Um 1770 war Sallern ein Marien-Wallfahrtsort. Aus dieser Zeit stammt der Kupferstich des Wunderthätigen Gnadenbildes. Die Kirche ist das älteste Gebäude in Sallern. 1939 wurde die Kirche innen renoviert. 1961/62 werden die spätgotischen Fresken im Altarraum und das wohl spätbarocke Deckengemälde der Krönung Mariens freigelegt. 2008 erfolgte eine erneute Innensanierung der Kirche.
Die Pfarrkirche in Sallern war Mutterpfarrei des gesamten Stadtnordens; im 13. Jahrhundert wurden die Orte Gallingkofen, Wutzlhofen, Haslbach, Reinhausen, Weichs, Kareth, Rehtal und Winzer von Sallern aus betreut.
Seit 1913 gehört die Pfarrei Reinhausen nicht mehr zur Pfarrei Sallern; nachdem die bis dahin von Sallern aus verwaltete Nebenkirche St. Nikolaus in Reinhausen zu klein für die gewachsene Reinhausener Gemeinde geworden war, wurde der Bau der Stadtpfarrkirche St. Josef (Reinhausen) vom Sallerner Pfarrer Michael Wieshuber geplant und umgesetzt. Die Pfarrei Reinhausen ist seit der kanonischen Errichtung der Pfarrei 1913 selbstständig und verwaltet von der Stadtpfarrkirche St. Josef aus die Nebenkirche St. Nikolaus am Regenufer und die Gemeinde in Weichs.
Auch die anderen ehemalig zugehörigen Gemeinden sind heute größtenteils eigenständig, jedoch wurde nur die Reinhausener Stadtpfarrkirche von Sallern aus mit so großem Aufwand errichtet.
Seit 2016 bildet die Pfarrei Sallern mit St. Josef Reinhausen eine Pfarreiengemeinschaft.

## Gebäude

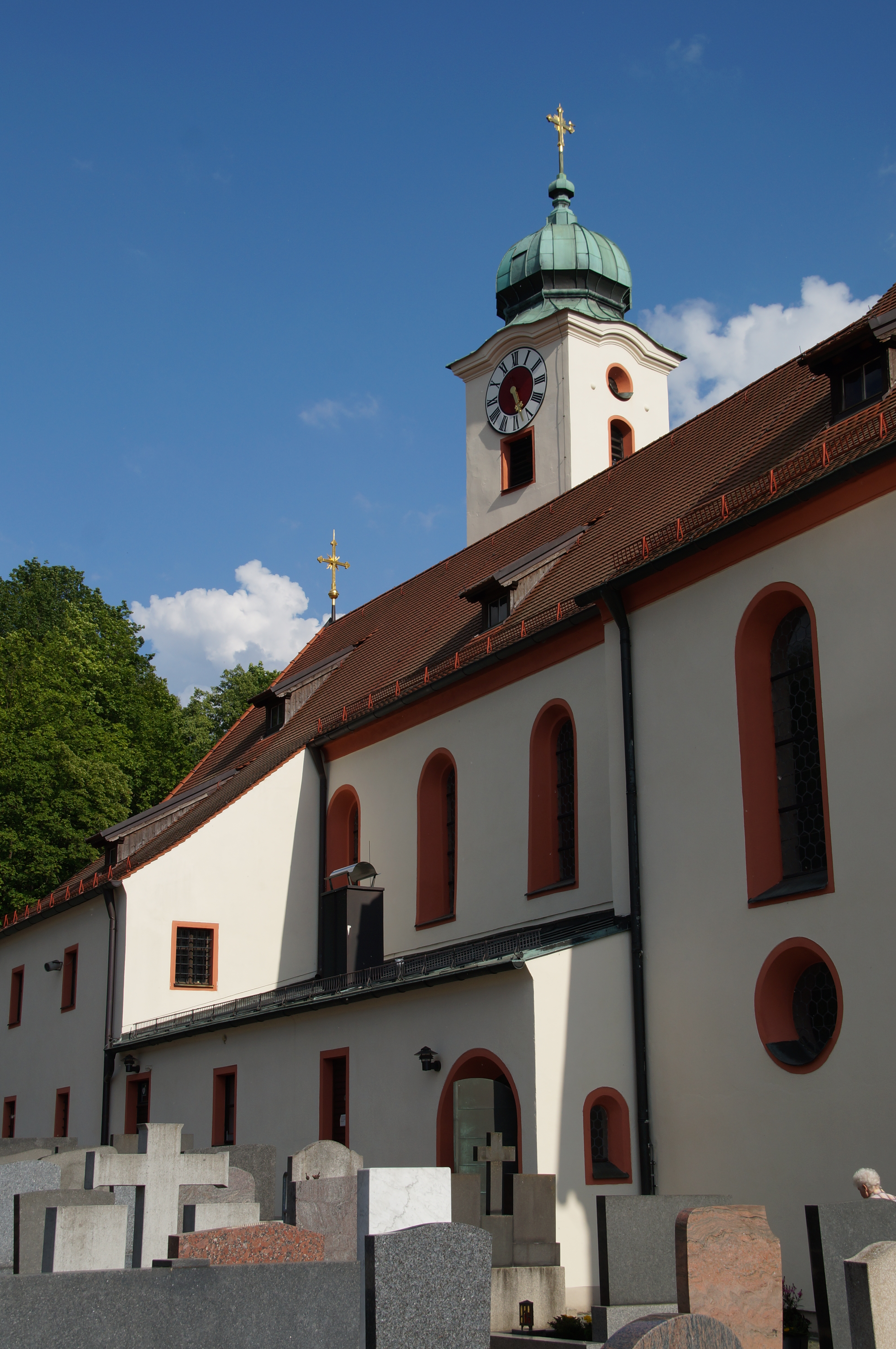
Maria Himmelfahrt, Ansicht vom Friedhof

Die Kirche ist ein im Kern romanischer Saalbau mit Satteldach.  Die Kirche besitzt neben romanische Rundbogenfenster auch barocke Elemente und einen eingezogenen gotischen Chor mit Kreuzrippengewölbe aus der zweiten Hälfte des 14. Jahrhunderts. Der kleine Chorflankenturm mit Haubendach stammt aus dem 12. Jahrhundert. Das Langhaus wurde im 18. Jahrhundert umgebaut und 1933 verlängert. Die spätgotischen Fresken im Presbyterium datieren von um 1500. Im 18. Jahrhundert erfolgte eine Umgestaltung des Kirchenraumes im Barockstil und dem Turm wurde eine Zwiebel aufgesetzt.
Im Inneren befinden sich spätgotische Fresken, eine barocke Marienfigur und das Rotmarmor-Epitaph des Hans von Leublfing von 1577.
Der Friedhof besitzt eine mittelalterliche Mauer aus Bruchstein. Die spätgotische Lichtsäule mit Tabernakel auf Schaft mit Relieftafeln ist von Anfang des 15. Jahrhunderts. Das Friedhofskreuz (bezeichnet „1904“) aus Bandeisen trägt einen Korpus vom gusseisernen Viernageltypus.

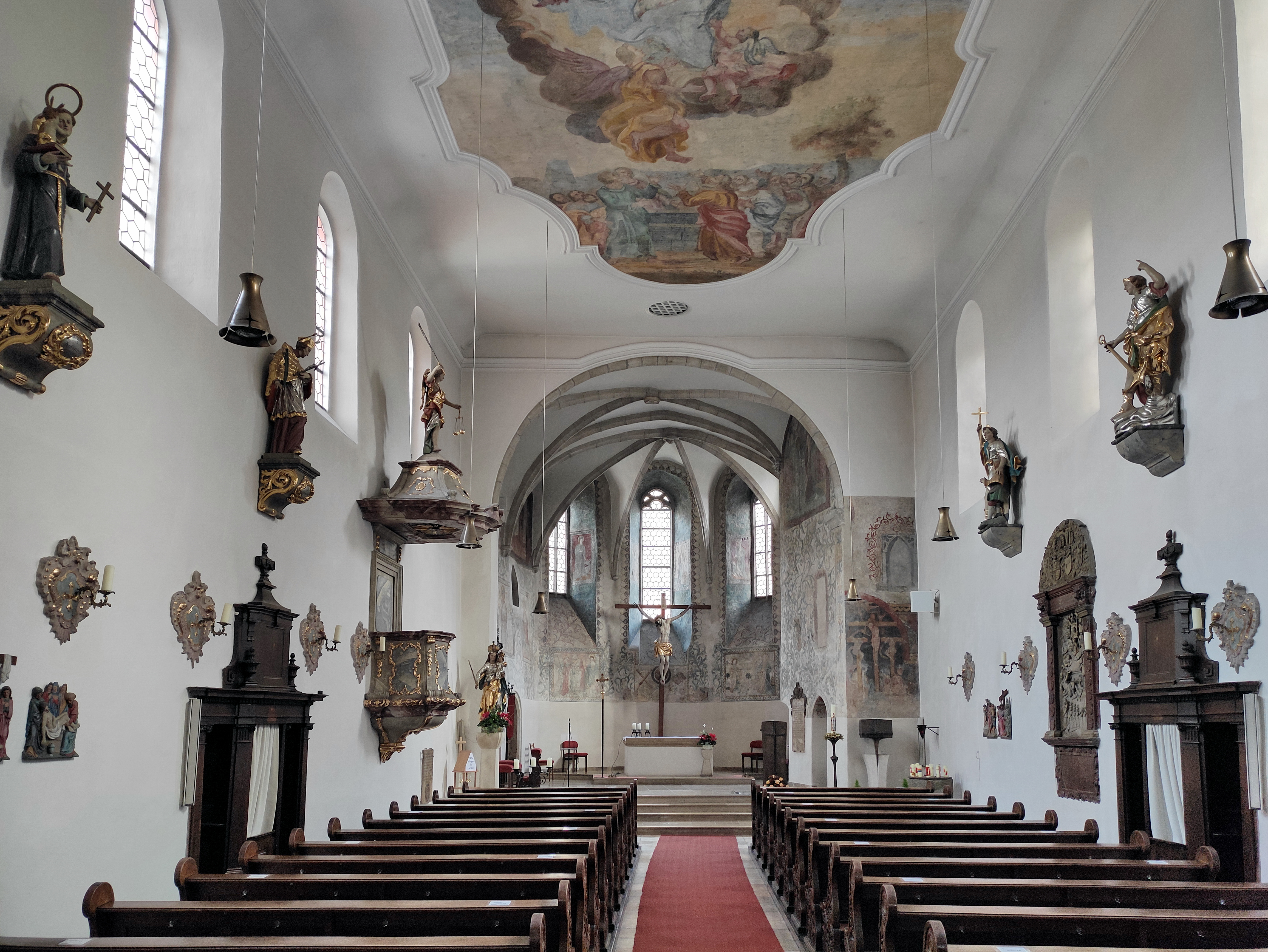
Pfarrkirche Maria Himmelfahrt: Innenraum